# 法比安·汉布钦
法比安·漢布欣（德語：Fabian Hambüchen；1987年10月25日—）是一位德國體操運動員。在2004年雅典奧運會時，他是德國奧運代表團最年輕的隊員。他的強項是單槓。在2008年北京奥运会上，他获得了体操男子单杠项目的铜牌。在2012年倫敦奧運會上，他獲得了單槓項目的銀牌，2016年里约奥运会上，他获得了单杠项目的金牌。2022年曾入選國際體操名人堂。